# 1909 في المملكة المتحدة
فيما يلي قوائم الأحداث التي وقعت خلال عام 1909 في المملكة المتحدة.

## أحداث
- 23 يناير - اعتداء توتنهام، عملية سطو مسلح ومقتل صبي يبلغ من العمر عشر سنوات وضابط شرطة في توتنهام تسبب فيها مهاجران ثوريان من لاتفيا.

## رياضة
- 1 يناير – بطولة ويمبلدون 1909

## ظهور
- 1 يناير – الطيران الدولي

## كتب
من الكتب التي صدرت هذه السنة في المملكة المتحدة:
- 1 يناير – آن فيرونيكا من تأليف هربرت جورج ويلز.
- 1 يناير – الحديقة السرية من تأليف فرانسيس هودسون برنيت.

## مواليد

### يناير
- 1 يناير – جيمي ألين
- 24 يناير – مارتن لنكز

### فبراير
- 9 فبراير – فيرغوس أندرسون متسابق دراجات نارية من المملكة المتحدة.

### مارس
- 7 مارس – سي ولفريد جينكس محامي من المملكة المتحدة.
- 8 مارس – بياتريس شيلينغ مهندسة طيران بريطانية.
- 14 مارس – وليام مونتغمري واط

### أبريل
- 17 أبريل – بيل دودغين لاعب كرة قدم إنجليزي.

### مايو
- 15 مايو – جيمس ماسون ممثل بريطاني.
- 18 مايو – فريد بيري
- 19 مايو – نيكولاس وينتون
- 26 مايو – مات بسبي لاعب ومدرب كرة قدم اسكتلندي.
- 29 مايو – ويليام ريتشاردسون لاعب كرة قدم من المملكة المتحدة.
- 30 مايو – فريدي فريث متسابق دراجات نارية من المملكة المتحدة.

### يونيو
- 7 يونيو – جيسيكا تاندي
- 28 يونيو – إيريك آمبلر
- 28 يونيو – جاك كيد بيرغ

### يوليو
- 17 يوليو – آرثر جيفري ووكر رياضياتي بريطاني.

### أغسطس
- 3 أغسطس – دينيس كاري ممثل بريطاني.

### سبتمبر
- 5 سبتمبر – آرتشي جاكسون لاعب كركيت أسترالي.
- 19 سبتمبر – سيسيل وليامسون
- 22 سبتمبر – وليام جرير

### نوفمبر
- 14 نوفمبر – ميني أبركرومبي
- 29 نوفمبر – جاكي براون ملاكم من المملكة المتحدة.

### ديسمبر
- 22 ديسمبر – باتريشيا هايز ممثلة بريطانية.

## وفيات

### يناير
- 17 يناير – فرنسيس سميث (مواليد 1819)

### فبراير
- 12 فبراير – جورج كينغ (مواليد 1840) عالم نبات بريطاني.

### أبريل
- 10 أبريل – ألغيرنون تشارلز سوينبورن (مواليد 1837)

### مايو
- 18 مايو – جورج ميريديث (مواليد 1828)

### نوفمبر
- 30 نوفمبر – بيتر ماكوان (مواليد 1830) عالم نبات بريطاني.

### ديسمبر
- 4 ديسمبر – ماري أميرة أورليان (مواليد 1865) فنانة فرنسية.
- 25 ديسمبر – ريتشارد بودلر شارب (مواليد 1847)